# Paederia stenobotrya
Paederia stenobotrya là một loài thực vật có hoa trong họ Thiến thảo. Loài này được Merr. mô tả khoa học đầu tiên năm 1932.